# Pálinka de marc de Pannonhalma
Le pálinka de marc de Pannonhalma (en hongrois : pannonhalmi törkölypálinka) est un pálinka hongrois traditionnel produit dans la région de Pannonhalma.